# Kim Yu-bin
Kim Yubin (em coreano: 김유빈, Hanja: 金婑斌; 4 de outubro de 1988), mais conhecida como Yubin (em coreano: 유빈), é uma cantora, dançarina, atriz, compositora e modelo sul-coreana. Ela foi a baterista e rapper principal da girl group Wonder Girls.

## Biografia

### 1988—2007: Vida antiga e pré-estréia

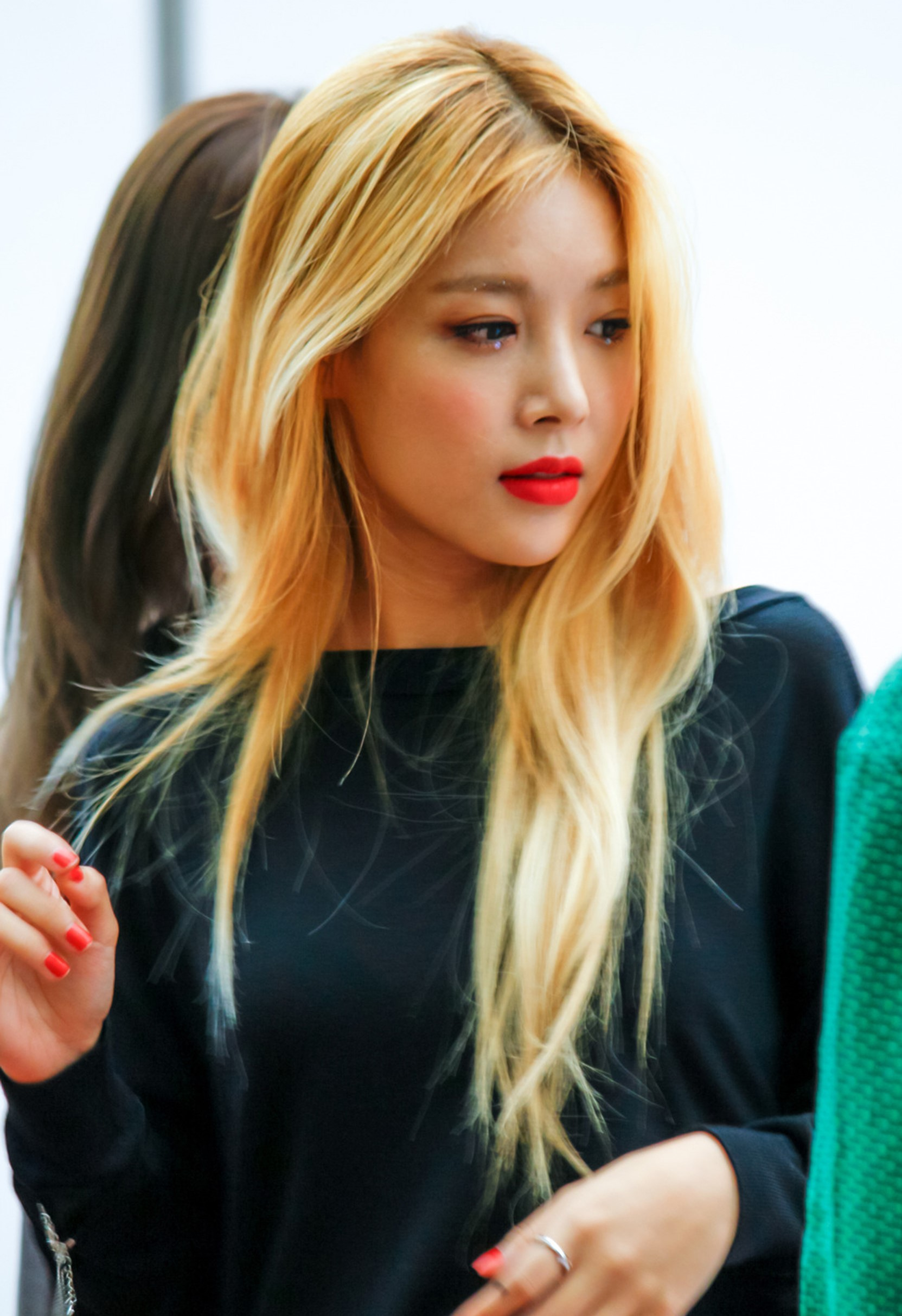
Yubin em uma sessão de autógrafos em julho de 2016.

Kim Yubin nasceu em 4 de outubro de 1988, em Gwangju, na Coreia do Sul. Ela estudou na JungAm Elemantary School e Anyang High School por um tempo antes de se mudar para São José, na Califórnia, onde ela estudou na Leland High School. Ela se formou na Universidade Myongji. Yubin é fluente em coreano e em inglês.
Antes de estrear com o Wonder Girls, Yubin estava originalmente selecionada para debutar no grupo Five Girls, na Good Entertainment, junto com G.NA, Uee do After School, Hyosung do Secret e Jiwon do SPICA. No entanto, o grupo se separou por conta da situação financeira da Good Entertainment e os membros se separaram, indo para empresas diferentes.

### 2007—presente: Wonder Girls, atuação eUnpretty Rapstar 2
Yubin fez sua estreia sendo integrante do Wonder Girls, no dia 7 de setembro de 2007. Quando o grupo lançou o single de retorno "Tell Me", Yubin foi introduzida como a rapper principal do grupo, substituindo Hyuna.
Mesmo que Yubin seja conhecida por ser a rapper do grupo, ela ocasionalmente ganha linhas (ou canções) que exigem seu talento como vocalista. Ela apareceu em vários videoclipes, como o videoclipe de "10 Jeom Manjeome 10 Jeom", debut do seu grupo colega de empresa 2PM, e o videoclipe de "Once in a Life Time" do Shinwha. Ela também participou de vários singles de diferentes artistas, sendo eles Shinwha, Lee Min-woo, Kim Bum-soo e Chun G.
Yubin apresentou suas letras pela primeira vez na música "Do You Know That?" de Kim Bum-soo. Desde então, ela vem escrevendo seus próprios raps para várias outras músicas. Em 2011, ela escreveu "Girls Girls", "Me, In" e "Sweet Dreams" para o segundo álbum do Wonder Girls, Wonder World. Yubin também escreveu a música "Hey Boy" para o mini álbum Wonder Party, lançado no dia 3 de junho de 2012.
Yubin fez uma aparição no popular sitcom da MBC, Here He Comes. Ela fez sua estréia oficial como atriz no drama da OCN, The Virus, onde ela interpretou Lee Joo-yeong, uma hacker.
Em 17 de agosto de 2015, foi confirmado que Yubin estaria se juntando a segunda temporada do Unpretty Rapstar. A sua popularidade explodiu, causando o fenômeno "Girl Crush". Como consequência, seu cabelo e maquiagem se tornaram populares na Coreia do Sul.

## Discografia

### Colaborações
| Ano  | Artista         | Canção                   |
| ---- | --------------- | ------------------------ |
| 2007 | Andy Lee        | "Irrelevant Imagination" |
| 2008 | Lee Min-woo     | "Honey"                  |
| 2008 | Vários artistas | "Cry With Us"            |
| 2008 | Vários artistas | "I Love Asia"            |
| 2008 | Kim Bum Soo     | "Do you know that?"      |
| 2009 | Chun G          | "Weak man"               |
| 2010 | JYP Nation      | "This Christmas"         |

## Filmografia

### Televisão
| Ano  | Título           | Rede de TV | Notas                              |
| ---- | ---------------- | ---------- | ---------------------------------- |
| 2008 | Here He Comes    | MBC        |                                    |
| 2010 | Show! Music Core | MBC        | Apresentadora convidada por um dia |
| 2011 | Music Bank       | KBS        |                                    |
| 2012 | Running Man      | SBS        |                                    |

### Cinema
| Ano  | Título             | Papel                 |
| ---- | ------------------ | --------------------- |
| 2010 | The Last Godfather | Participação especial |
| 2012 | The Wonder Girls   | Ela mesma             |

### Aparições em vídeos musicais
| Ano  | Título da canção           | Artista         | Papel     |
| ---- | -------------------------- | --------------- | --------- |
| 2008 | "Cry With Us"              | Vários artistas | Ela mesma |
| 2008 | "I Love Asia/ Smile Again" | Vários artistas | Ela mesma |
| 2008 | "Once in a Lifetime"       | Shinhwa         | Ela mesma |
| 2008 | "10 Out of 10"             | 2PM             | Ela mesma |
| 2010 | "This Christmas"           | JYP Nation      | Ela mesma |